# Barletta-Andria-Trani
Barletta Andria Trani är en provins i den italienska regionen Apulien, uppkallad efter sina huvudorter, som heter just Barletta, Andria och Trani. Provinsen etablerades 2004 med 7 kommuner från provinsen Bari och 3 kommuner från provinsen Foggia

## Världsarv i provinsen
- I provinsen finns slottet Castel del Monte, som har varit världsarv sedan 1996.

## Administration
Provinsen Barletta-Andria-Trani är indelad i 10 comuni (kommuner). Alla kommuner finns i lista över kommuner i provinsen Barletta-Andria-Trani.